# Сиворонов Володимир Олександрович
Сиворонов Володимир Олександрович (1900-1986), гігієніст родом з Харкова; у 1924 закінчив Харківський медичний інститут; з 1945 його професор, завідувач кафедри гігієни харчування (1945—1971). Праці з питань харчування, розробив низку метод дослідів харчових продуктів.
Був деканом санітарно-гігієнічного факультету Харківського медичного інституту з 1947 до 1961 року.
У 1958 році був серед засновників Секції істориків медицини в рамках Харківського науково-медичного товариства, у 1979 році робив у ній доповідь. У грудні 1979 при створенні Товариства істориків медицини увійшов до складу його правління.